# William Hopkins

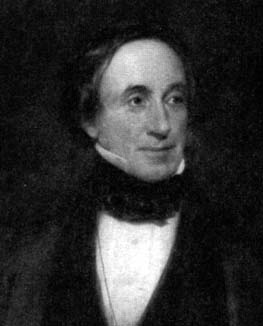
William Hopkins

William Hopkins (Kingston-on-Soar (Nottinghamshire), 2 februari 1793 – Cambridge, 13 oktober 1866) was een Engels wiskundige en geoloog. Hij introduceerde wiskundige analyse in de tektoniek en toonde aan dat de smelttemperatuur van gesteente toeneemt op grotere diepte.

## Biografie
Hopkins was de zoon van een rijke herenboer, die hem opleidde als zijn opvolger. Hopkins leidde een boerenbedrijf in Suffolk, maar had hierin weinig succes. Toen hij 30 jaar oud was begon hij een studie wiskunde aan het St Peters College van de Cambridge University, waar hij in 1830 afstudeerde. Daarna begon hij privélessen te geven in wiskunde.
Hopkins raakte bevriend met de geoloog Adam Sedgwick en vergezelde hem tijdens diens onderzoek naar aardlagen. Hierdoor werd zijn interesse voor geologie gewekt. Hij paste wiskundige analyse toe in de geologie en publiceerde hier een aantal artikelen over.

## Werk
Ook al was Hopkins opgeleid als wiskundige, hij heeft weinig onderzoek in de wiskunde zelf gedaan. In 1833 publiceerde hij een boek over trigonometrie. Zijn verdienste voor de wiskunde lag in het lesgeven. Hij was zeer goed in het enthousiasmeren van zijn leerlingen, waaronder later bekend geworden wis- en natuurkundigen zaten als Peter Tait, William Thomson, George Gabriel Stokes, James Maxwell en Isaac Todhunter.
Hopkins is echter vooral bekend om zijn werk in de geologie, met name de tektoniek. Hij onderzocht het effect dat een opwaartse kracht in de aardkorst kan hebben, vooral bij het ontstaan van breuken. In zijn artikelen bediscussieerde hij de tektonische opheffing en daarmee gepaard gaande denudatie die het gevolg waren van zo’n opwaartse kracht in het Lake District, de Weald en de Bas Boulonnais. Ook deed hij onderzoek naar de beweging van gletsjers en het transport van zwerfkeien.
In 1851 publiceerde hij een artikel, waarin hij het temperatuursverloop binnenin de Aarde onderzocht. Later deed hij experimenten om de conductiviteit van verschillende materialen te meten en het effect van druk op smelttemperaturen. Als eerste zag hij in dat door hogere lithostatische druk dieper in de Aarde de smelttemperatuur hoger ligt.
Hopkins werd in 1837 gekozen als Fellow of the Royal Society. In 1850 ontving hij de Wollaston Medal van de Geological Society, het jaar daarop was hij president van dat genootschap. In 1853 was hij president van de British Association.
- Bibliothèque nationale de France: cb15596846j (data)
- Gemeinsame Normdatei: 116981806
- International Standard Name Identifier: 0000 0000 6316 9816
- Library of Congress Control Number: nr2007013826
- Mathematics Genealogy Project: 42016
- Nationale bibliotheek van Australië: 35899007
- Nederlandse Thesaurus van Auteursnamen: 088695581
- SNAC: w6rb8vz1
- Système universitaire de documentation: 142539732
- Trove: 1137241
- Virtual International Authority File: 10611332
- WorldCat: E39PBJvCP7fpX3Ty8pGvMMmDbd